# Kogia
Kogia là một chi động vật có vú trong họ Physeteridae, bộ Cetacea. Chi này được Gray miêu tả năm 1846. Loài điển hình của chi này là Physeter breviceps Blainville, 1838.

## Các loài
Chi này gồm 2 loài còn sinh tồn:
- Kogia breviceps (Blainville, 1838) — cá nhà táng nhỏ
- Kogia simus (Owen, 1866) — Cá nhà táng lùn

## Hình ảnh

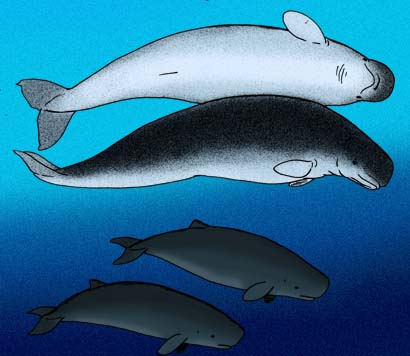
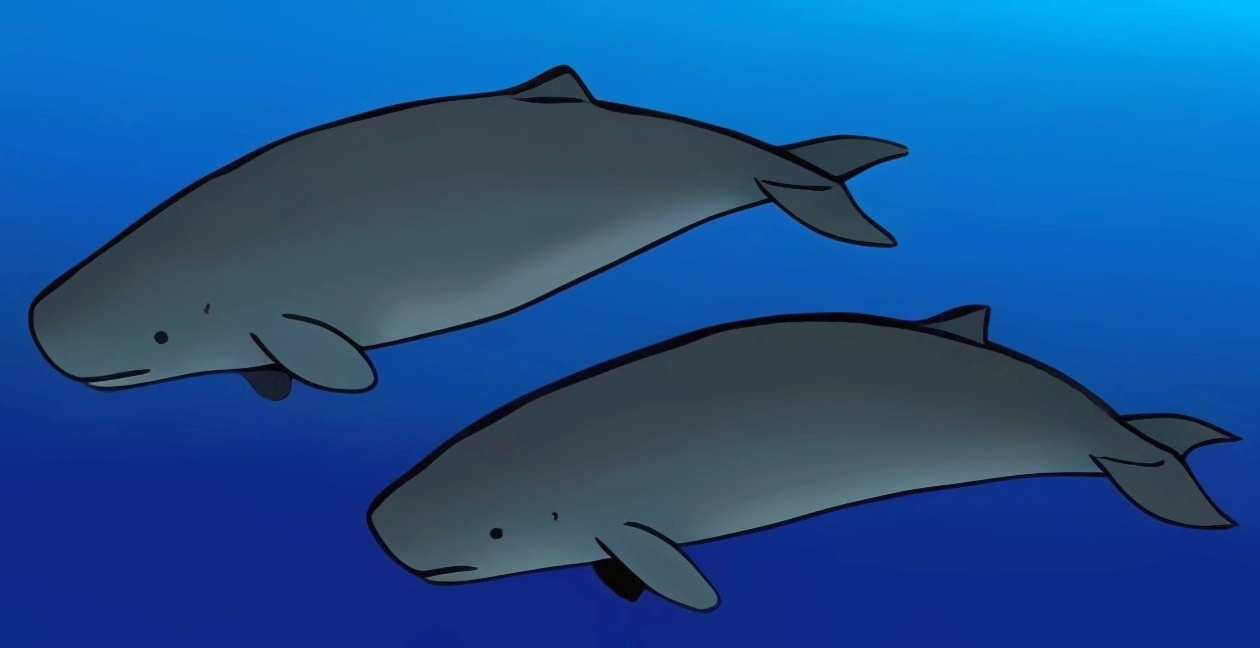